# Chrysoesthia drurella
Chrysoesthia drurella — вид лускокрилих комах з родини виїмчастокрилі молі (Gelechiidae).

## Поширення
Вид поширений в Європі та Північній Америці. Трапляється у фауні України.

## Опис
Розмах крил 7-9 мм.

## Спосіб життя
Личинки живляться на лободі і лутизі. Міль має два покоління за один рік. Першие у травні та червні, а друге — у серпні та вересні.